# Židovský hřbitov Rossau
Židovský hřbitov Rossau, také židovský hřbitov Seegasse, je nejstarší dochovaný hřbitov ve Vídni, kde byli členové židovské komunity pohřbíváni v letech 1540-1783.

## Popis a historie
Nachází se v Rossau 9. vídeňské čtvrti Alsergrund a má rozlohu asi 2000 m². Přístupný je dnes přes domov důchodců v Seegasse 9-11 v jehož dvoře leží. Dříve tu byl židovský hospic. Seegasse se nazývalo roku 1629 Gassel allwo der Juden Grabstätte, od roku 1778 Judengasse a od roku 1862 Seegasse.
Židovský hřbitov byl založen v 16. století. V letech 1540 až 1783 sloužil jako hlavní pohřebiště příslušníků židovské komunity. Roku 1670 při pogromu proti Židům ve Vídni složil židovský kupec Koppel Fränkel 4000 zlatých, načež se město zavázalo k zachování hřbitova. Byl používán jako pohřebiště až do roku 1783. Roku 1703 byl zde pohřben Samuel Oppenheimer, ve své době jeden z hlavních věřitelů Rakouska a roku 1724 náboženský učenec a finančník Samson Wertheimer.

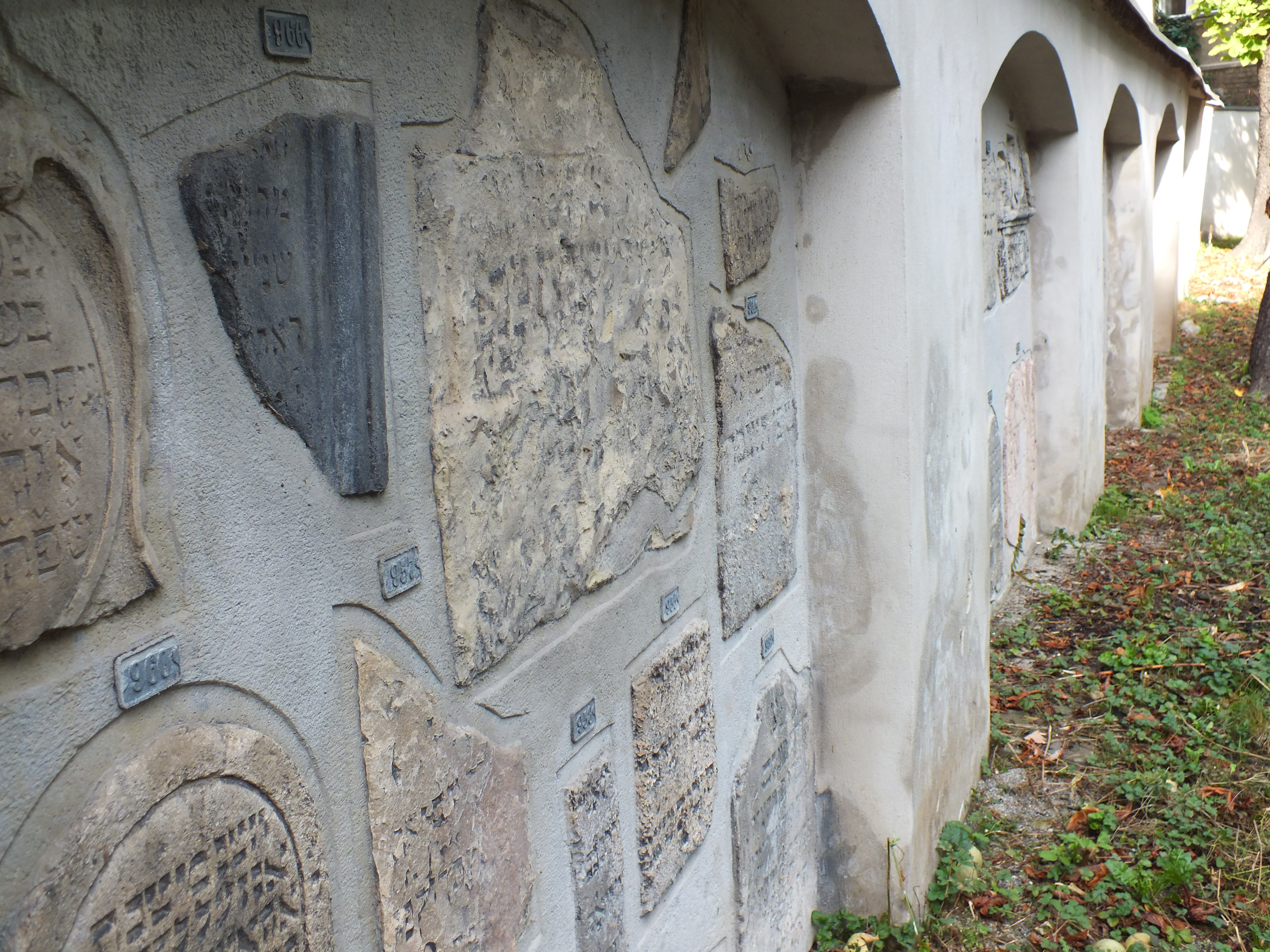
Židovský hřbitov Rossau

Roku 1783 zakázal Josef II. používání hřbitovů uvnitř hradeb. Byl vytvořen nový hřbitov za hradbami na předměstí Währing. Vzhledem k židovským náboženským zákonům zůstal hřbitov v Seegasse nedotčen, zatímco křesťanské hřbitovy byly zrušeny a zastavěny.
Nacistické úřady se rozhodly v lednu 1941 zbourat hřbitov a zastavět plochu. Některé náhrobní kameny přemístili totálně nasazení na vídeňský ústřední hřbitov. V roce 1980 zde bylo objeveno 280 z původních 931 náhrobních kamenů a byly dány na původní místo podle plánů Bernharda Wachsteina vytvořených na počátku 20. století. Dne 2. září 1984 byl hřbitov znovu vysvěcen. Od roku 2008 je hřbitov ve spolupráci s Izraelitskou židovskou komunitou ve Vídni, památkovou péčí a vídeňským městským úřadem restaurován. Do roku 2012 tak bylo znovu položeno asi 50 náhrobních kamenů. Tato práce ukázala, že některé náhrobní kameny byly pohřbeny v nacistickém období přímo na hřbitově Seegasse.